# Mentales Training
Als Mentales Training oder Mentaltraining wird eine Vielfalt von psychologischen Methoden bezeichnet, welche das Ziel verfolgen, die soziale Kompetenz und die emotionale Kompetenz, die kognitiven Fähigkeiten, die Belastbarkeit, das Selbstbewusstsein, die mentale Stärke oder das Wohlbefinden zu fördern oder zu steigern. Mentaltrainings bedienen sich hierbei des Trainingsprinzips: Durch gezielte, mit Emotionen verbundene und wiederholte Reize auf mentaler Ebene (z. B. die Arbeit mit Wahrnehmungs- und Bewusstseinszuständen) wird das Erreichen von Trainings-Effekten sowie eine verbesserte Selbstwirksamkeit auf körperlicher, emotionaler und geistiger Ebene angestrebt.
Zahlreiche mentale Trainingsansätze stützen sich auf Untersuchungen mit Biofeedback- bzw. Neurofeedback-Methoden (z. B. der Elektroenzephalografie (EEG)).

## Herkunft und Abgrenzung
Mentales Training bezeichnete ursprünglich eine Trainingsmethode zur Optimierung sportlicher Bewegungsabläufe in der Sportpsychologie. Heute kommen Mentaltrainings in nahezu allen Lebensbereichen zum Einsatz.
Eine verwandte Bezeichnung ist Motivationstraining, das in der Methodik vom mentalen Training schwer abgrenzbar ist. Auf dem sogenannten Psychomarkt werden die Bezeichnungen „Mentaltraining“ und „Mentalcoaching“ häufig synonym verwendet, obwohl Training und Coaching sich vom Ansatz her unterscheiden. Ebenfalls vom mentalen Training zu unterscheiden ist das Mentale Aktivierungstraining (MAT), das im Zustand der Schläfrigkeit oder entspannten Wachheit auf ein höheres geistiges Leistungsniveau heben soll. MAT dient als „mentales Warming-up“.

## Sportpsychologie
Ursprünglich wurde in der Sportpsychologie das mentale Training von Bewegungsabläufen neben das körperliche Training gestellt. Später wurde dann nicht nur diese spezifische Trainingsmethode, sondern auch andere psychologische Methoden, wie das Training der Aufmerksamkeitsregulation, das Prognosetraining, das Training der Selbstgesprächsregulation und andere Methoden, welche im Sporttraining angewendet werden, als mentales Training bezeichnet. In der Sportpsychologie wurden vor allem Methoden aus der Verhaltenstherapie an die sportpsychologischen Erfordernisse angepasst.

### Mentales Training von Bewegungsabläufen
Das eigentliche mentale Training in der Sportpsychologie ist das wiederholte Sich-Vorstellen eines sportlichen Handlungsablaufes, ohne die Handlung aktiv auszuüben. In dieser Form des „Mentalen Trainings“ wurden Methoden der Verhaltenstherapie, bei welchen Entspannungsübungen mit visuellen, auditiven, olfaktorischen, emotionalen und/oder haptischen Vorstellungen verbunden werden, an die sportpsychologischen Erfordernisse angepasst.
Eine Verbesserung des Bewegungsablaufs in der bewussten intensiven Vorstellung soll eine Verbesserung des späteren tatsächlich ausgeführten Bewegungsablaufs bewirken. Die erzielte Wirkung hängt davon ab, wie lebhaft die Vorstellung gelingt, das heißt, wie gut es gelingt, sich in die Bewegung hineinzuversetzen und die inneren Prozesse nachzuempfinden. Für ein wirksames Training ist ein Wechseln zwischen mentalem Training und dem wirklichen Training wichtig, um die Handlung in der Vorstellung immer wieder mit der ausgeführten wirklichen Handlung abzugleichen.
Diese Form des mentalen Trainings wird auch in der Rehabilitation, zum Beispiel nach einem Schlaganfall oder nach einer Hüftendoprothetik angewendet.

### Training zur Selbstregulierung des Aktivierungsniveaus
Unter der Annahme, dass es für jede Handlung ein optimal passendes psychisches und physisches Erregungsniveau gibt, wird bei diesem Training geübt, die Aktivierung durch Entspannung zu reduzieren oder durch Mobilisierung zu steigern. Da eine Mobilisierung meist viel einfacher als eine Entspannung erreichbar ist und unter Wettbewerbsbedingungen häufiger eine zu hohe Erregung zum Problem werden kann, werden praktisch nur Entspannungstechniken wie Autogenes Training oder Progressive Relaxation geübt. Die Entspannungstechniken sind auch Voraussetzung für das mentale Training von Bewegungsabläufen.

### Training der Aufmerksamkeitsregulation
Während sich die Wahrnehmung normalerweise automatisch und unbewusst nach außen oder nach innen richtet und sich mehr oder weniger konzentriert oder distribuiert, soll hier geübt werden, die Wahrnehmung bewusst auf die jeweiligen Erfordernisse einzustellen und zu lernen, bewusst zwischen verschiedenen Wahrnehmungsmodi zu wechseln. Die „Konzentration in der Zeit“ hat im Sport eine besondere Bedeutung. Hier soll die Fertigkeit trainiert werden, die Aufmerksamkeit auf die im Moment zu verrichtende Tätigkeit zu konzentrieren, ohne voraus oder zurück zu denken.

### Training der Kompetenzerwartung (Prognosetraining)
Diese Trainingsform dient einerseits der realistischen Selbsteinschätzung, andererseits der Stärkung des Bewusstseins der Selbstwirksamkeit. Durch selbst bestimmte konkrete Zielerwartungen (Prognosen) werden beim Training unterschiedliche wettbewerbsähnliche Bedingungen simuliert, mit dem Ziel, das Vertrauen in die eigene Leistungsfähigkeit, auch unter schwierigen Bedingungen, zu stärken.

### Training der Selbstgesprächsregulation
Bei dieser Form des Trainings sollen dysfunktionale Kognitionen systematisch durch funktionale Kognitionen ersetzt werden. Unter dysfunktionalen Kognitionen werden hier „Selbstgespräche“ verstanden, welche für das Erreichen eines Zieles hinderlich sind, zum Beispiel Selbstzweifel, Angst vor drohendem Versagen oder Grübeln über die Konsequenzen bzw. das Analysieren von Fehlern. Für das Training funktionaler Kognitionen werden individuell „Selbstgespräche“ erarbeitet, welche wirksam motivierend sind, das Vertrauen in die eigene Leistungsfähigkeit stärken, die Aufmerksamkeit auf das momentane Handeln und die Zielerreichung lenken und Strategien der Lösungsfindung für spezifische Situationen bereithalten.

## Klinische Psychologie
In neuerer Zeit wird die Bezeichnung mentales Training auch in der klinischen Psychologie im Bereich der Psychosomatik gebraucht. Für körperliche Erkrankungen, bei welchen psychische Faktoren einen großen Einfluss auf die Genese oder den Heilungsprozess haben, werden in psychosomatischen Kliniken und in der ambulanten Psychotherapie psychotherapeutische Verfahren zur Heilung oder Linderung der Beschwerden verwendet. Für Menschen mit körperlichen Erkrankungen, wie zum Beispiel Krebs, Bluthochdruck oder chronischen Schmerzen, ist es oft schwer einsehbar, sich psychotherapeutisch behandeln zu lassen. Werden die gleichen psychotherapeutischen Verfahren unter der Bezeichnung „mentales Training“ angeboten, kann dies die Akzeptanz der Behandlung erhöhen, weil diese Bezeichnung im Unterschied zur Psychotherapie nicht mit psychischer Erkrankung assoziiert ist.

## Methoden und Angebote im Bereich des Mentaltrainings
Die Bezeichnungen Mentales Training, Mentaltraining und Mentalcoaching werden umgangssprachlich häufig synonym verwendet. Hinter dieser Bezeichnung verbirgt sich ein breites Spektrum von Methoden sowie Mischungen von Methoden, welche in Form von Büchern, CDs, Workshops, Fortbildungen und Beratungen vermittelt und gelehrt werden. Manche Anbieter von mentalem Training werben mit dem Versprechen starker positiver psychischer Wirkungen. Das macht die Angebote häufig für Menschen attraktiv, welche eigentlich eine Psychotherapie bräuchten, aber eine Stigmatisierung als „psychisch krank“ fürchten. Andererseits ist die Wirksamkeit vieler Methoden inzwischen wissenschaftlich belegt und wird in Deutschland insbesondere im Bereich der Stressreduktion und -prävention von vielen Krankenkassen gefördert.
Mentaltrainer bieten aber auch Coachings für ganz andere Bereiche an, zum Beispiel zur „Persönlichkeitsstärkung“, zu Mnemotechnik, Kreativität, Mind Map oder Schnelllesen.
Die Bezeichnung Mentaltraining ist nicht gesetzlich geschützt und wird daher von Anbietern in ganz unterschiedlicher Bedeutung verwendet. Das trifft auch auf die Bezeichnung Mentaltrainer zu, jeder darf sich so nennen. Im Sportbereich arbeiten meistens Sportpsychologen, in allen anderen Bereichen haben die Anbieter oft keine psychologische Qualifikation. Viele so genannte „Diplome“ werden durch Wochenendkurse oder auch in Fernlehrgängen erworben.

### Psychotherapiemethoden
Häufig werden unter mentalem Training psychotherapeutische Methoden angeboten, wie sie genau so oder ähnlich auch in der Psychotherapie angewendet werden.
- Methoden der Verhaltenstherapie, wie sie auch von der Sportpsychologie adaptiert wurden.
- Imaginative und suggestive Methoden, wie sie in verschiedenen Psychotherapierichtungen angewendet werden. Zum Beispiel: Klartraum, Imagination, Katathymes Bilderleben, Suggestion, Autosuggestion, Hypnose und Tranceübungen
- Neuro-Linguistisches Programmieren (kurz NLP) erscheint häufig in den Angeboten, wobei NLP selbst eine Methodensammlung ist, in welcher gesprächs-, verhaltens-, hypnotherapeutische und körperorientierte Psychotherapieansätze zusammengeführt wurden.

#### Qualifikation der Anbieter
Während das Psychotherapeutengesetz für die Psychotherapie als Heilverfahren strenge Qualitätsstandards für die Ausübenden setzt, dürfen alle vergleichbare Methoden im Bereich des Mentaltrainings ohne den Nachweis einer Qualifikation angewendet werden, sofern im Einsatz keine therapeutischen Ziele verfolgt oder Heilversprechen abgegeben werden. Auf dem freien Markt findet sich daher ein breites Spektrum zwischen hoher und fehlender Qualifikation der Anbieter. Ausnahmen bestehen im Bereich der von Krankenkassen geförderten Entspannungsverfahren (in Deutschland). Hier nehmen diese eine eigene Einschätzung der Qualifikation von Trainern vor, bevor Zuschüsse zu Präventionskursen mit diesen Trainern zugebilligt werden.
In Österreich ist die Bezeichnung Coaching gewerberechtlich geschützt. Die Berufsgruppen Lebens- und Sozialberater, Psychotherapeuten und Unternehmensberater dürfen im Rahmen ihres Gewerbes Coaching anbieten, weiters ist Coaching durch internationale Dachverbände wie ICF und EMCC qualitativ vorgegeben.

#### Qualität der Methoden
Während im Rahmen der Psychotherapie die Psychotherapierichtlinien verbindlich vorschreiben, welche therapeutischen Methoden angewendet werden dürfen, darf unter den Bezeichnungen „Mentales Training“, „Mentaltraining“ oder „Mentalcoaching“ jede Methode, welche nach dem Strafgesetzbuch nicht sittenwidrig ist, angewendet werden. Auf dem Psychomarkt finden sich auch Methoden, vor denen wegen möglicher Schäden für die seelische Gesundheit gewarnt wird, wie z. B. das Positive Denken. Dort, wo suggestive oder autosuggestive Methoden unqualifiziert angewendet werden, besteht immer auch die potentielle Gefahr der Manipulation und des Realitätsverlustes.

### Entspannung
In vielen Angeboten finden sich Methoden, welche in einem weiteren Sinne der Erholung, der Entspannung, dem Stressabbau, der Gelassenheit und dem Wohlbefinden dienen. Zu den bekanntesten Entspannungstechniken zählen Autogenes Training, Progressive Relaxation, sowie Mindfulness-Based Stress Reduction (MBSR) sowie Meditation. Für diese Entspannungstechniken als auch für zahlreiche Meditationstechniken sind positive Wirkungen auf die Gesundheit nachgewiesen.

### Kognitive Fähigkeiten
Unter den Bezeichnungen „Mentales Training“ und „Mentaltraining“ werden auch Übungen und Techniken angeboten, welche die kognitiven Fähigkeiten, vor allem bei älteren Menschen, steigern oder erhalten sollen. Solche Methoden sind auch bekannt als Gehirntraining, „Gehirnjogging“ und „Brain-Gym“. In der Gerontologie werden solche Methoden, vor allem in ihrer präventiven Wirkung, erforscht. Teil vieler Mentaltrainings sind auch Visualisierungsübungen, bzw. inneres Erleben in einem Entspannungszustand (Alpha-Zustand), was Konzentration, Freude, Kreativität sowie die positive Auseinandersetzung mit den eigenen Zielen fördern soll.

### Kreativitätstechniken
Auch Techniken aus dem Bereich der Ideenfindung, wie Mind-Mapping, Brainwriting und Brainstorming werden unter diesen Bezeichnungen angeboten. Hier geht es insbesondere im Bereich der Wirtschaft um das gezielte Erzeugen neuer Ideen zum Zwecke einer Lösungsfindung.

### Parawissenschaft, Pseudowissenschaft und Esoterik
Auch Anbieter aus dem Bereich der Parawissenschaften, Pseudowissenschaften sowie der Esoterik beanspruchen teilweise die Bezeichnung Mentaltraining für sich. Die Grenzen zwischen fundierten Methoden mit wissenschaftlicher Belegbarkeit, Alternativmedizin und teilweise auch unseriösen Angeboten oder auch Angeboten mit religiösem Hintergrund verlaufen häufig fließend und erfordern einen kritischen Umgang.
Dies gilt ebenso für eine Vielzahl von Geräten und Präparaten, welche angeblich Gehirnfunktionen verbessern können und somit Konzentrationsfähigkeit und die Gedächtnisleistung steigern sollen.